# Z-Group bus
Z-Group bus a.s., do prosince 2020 ČSAD Vsetín a.s., je dopravní společnost holdingu Z-Group. Vznikla sloučením původních společností Autobusová doprava-Miroslav Hrouda, ČSAD Vsetín, ČSAD autobusy Plzeň, HOUSACAR a KRODOS BUS. Společnost se dělí na tři hlavní divize a to Divize Morava (provozovny Kopřivnice, Opava a Vsetín a středisko KRODOS BUS), Divize ČSAD autobusy Plzeň (střediska Plzeň a Přeštice) a Divize Slovensko. 

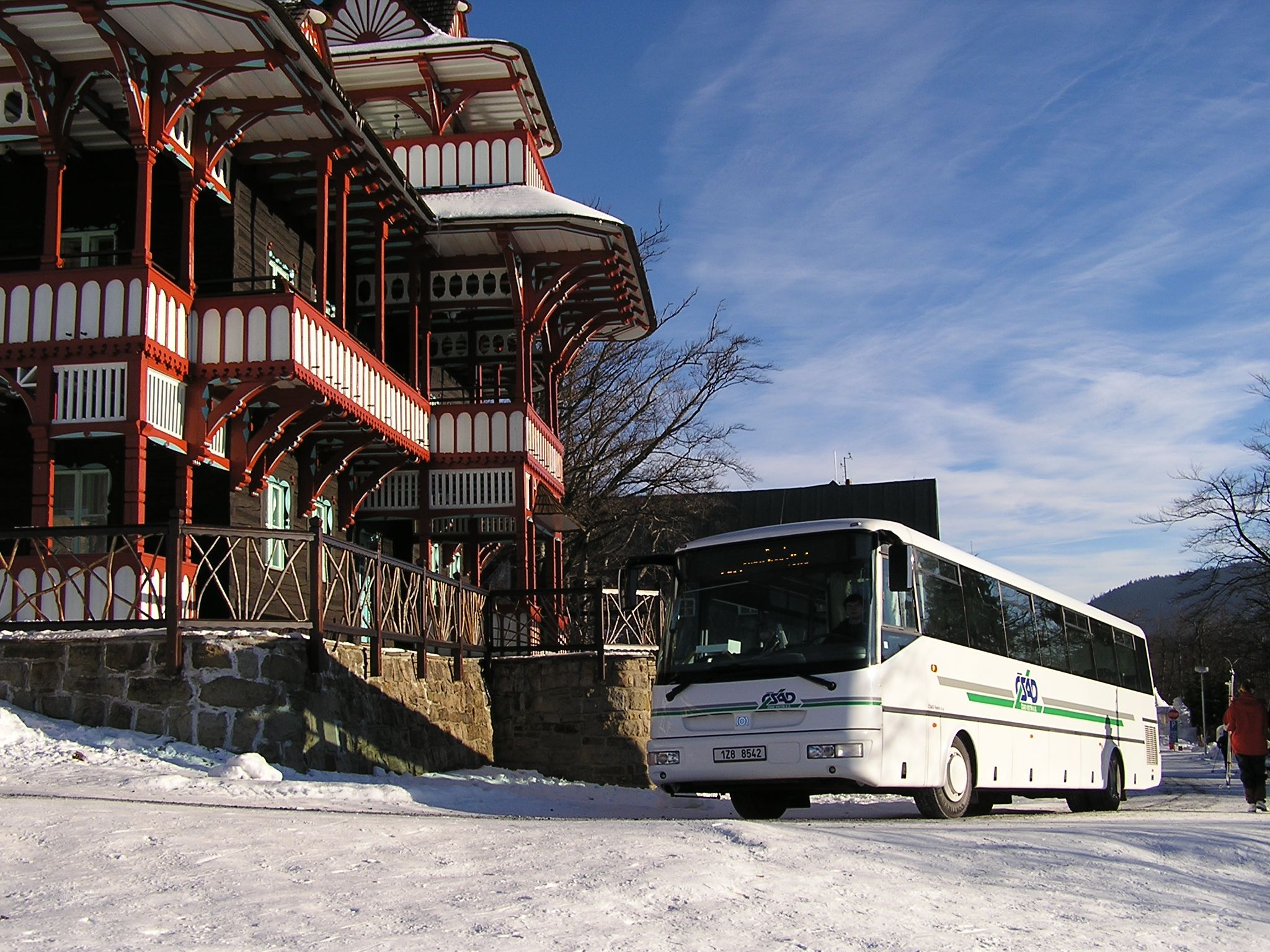
Autobus Z-Group bus na Pustevnách

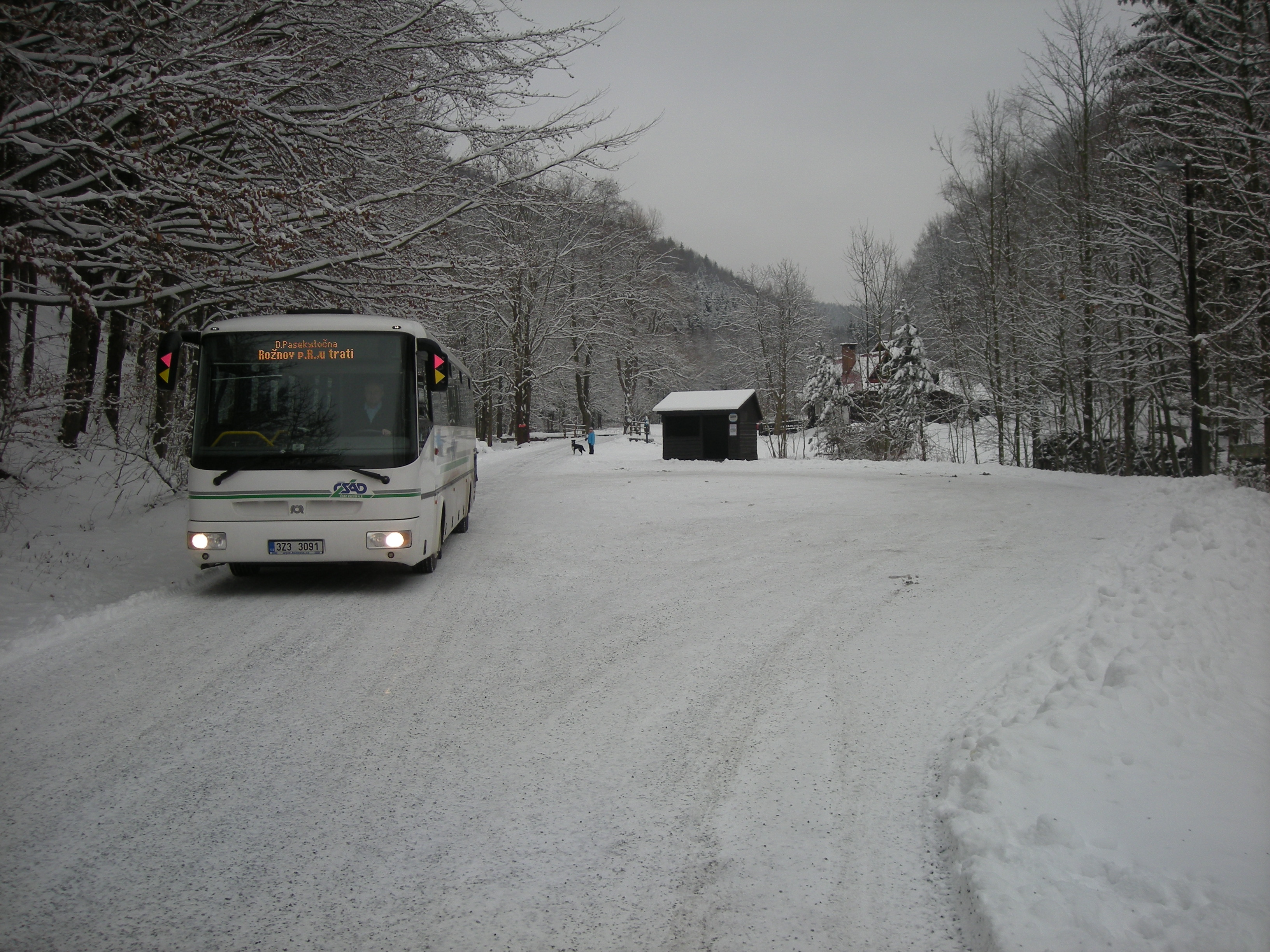
SOR C 12 v Rožnově pod Radhoštěm na zastávce Dolní Paseky, točna

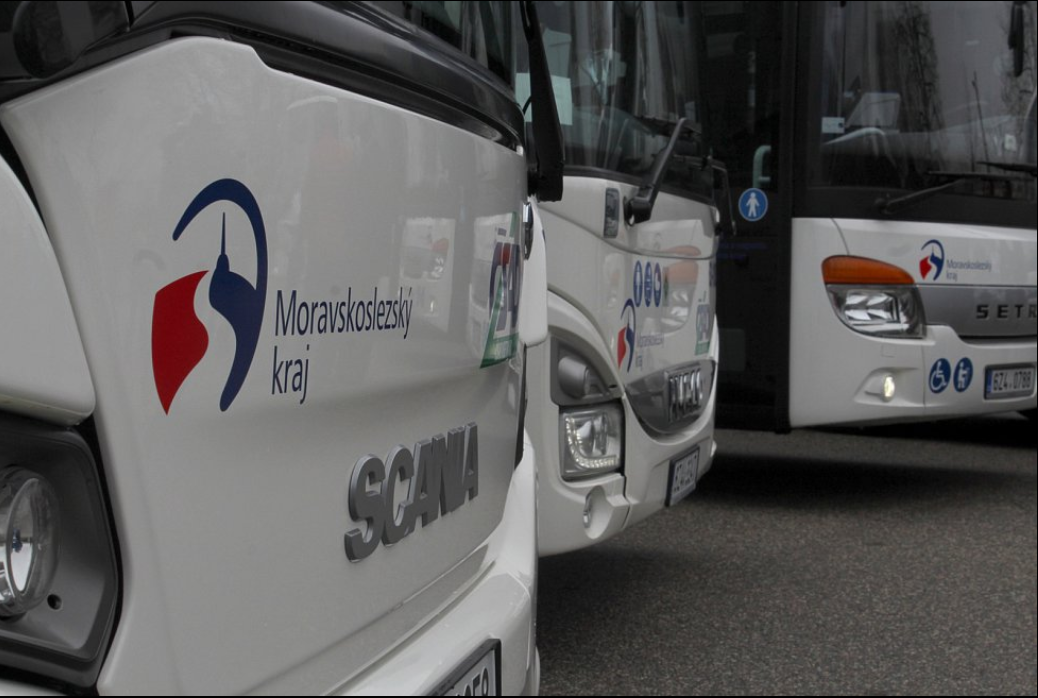
Nové autobusy Z-Group bus pro Moravskoslezský kraj

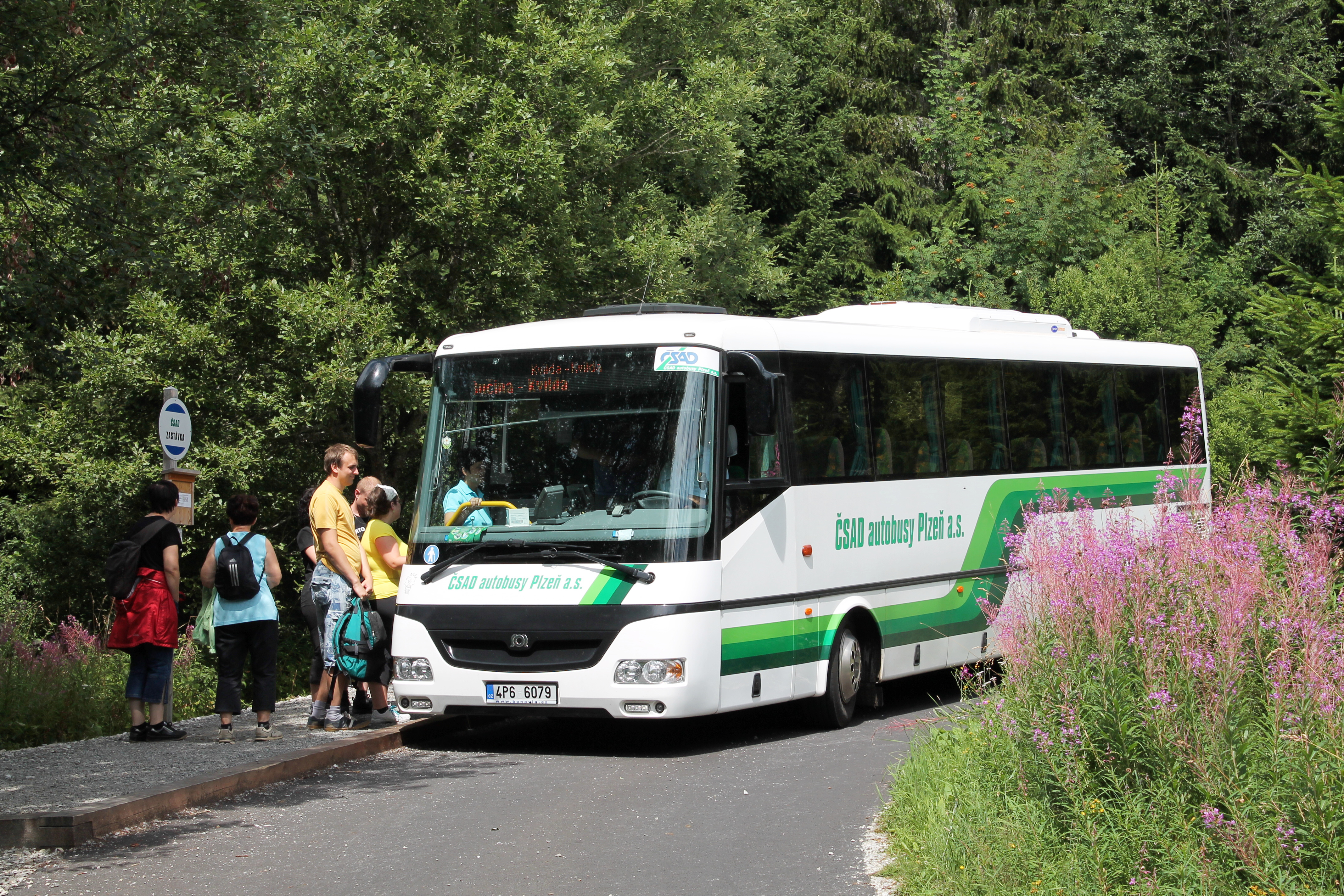
Kvilda, Bučina, SOR C 10,5 RZ 4P6 6079 (2013-08-12; 02)

Zestátněním podniku pro pravidelnou silniční motorovou přepravu osob a nákladu vznikla v roce 1949 Československá automobilová doprava, národní podnik, se sídlem v Praze a oblastním ředitelstvím pro Slovensko v Bratislavě. V roce 1952 byl tento centrální podnik ČSAD zrušen a na jeho místo zřízeny, v souladu s tehdejším územním členěním státu, samostatné krajské národní podniky, a to v Ostravě a Olomouci. Tento stav zůstal nezměněn až do roku 1960, kdy byly krajské podniky zrušeny a vznikly okresní podniky, které byly v roce 1963 opět reorganizovány dle principu krajů. ČSAD Vsetín se začlenilo pod národní, později státní podnik ČSAD Ostrava. Privatizací v květnu 1992 se ČSAD Vsetín stal akciovou společností. Se vznikem skupiny ČSAD Invest se vsetínské ČSAD stalo jedním z hlavních pilířů této skupiny dopravců.

## Současnost
Z-Group bus provozuje městskou hromadnou dopravu ve Vsetíně (11 linek), v rámci MHD také bezplatné linky T1 a T2 v Plzni, dále příměstskou autobusovou dopravu v Moravskoslezském, Plzeňském a Zlínském kraji. Dopravce taky provozuje několik dálkových linek, skibusy a cyklobusy a zajišťuje tak celkem více než 170 linek veřejné dopravy.[zdroj?]
Společnost nakoupila čínské vozy Yutong ZK6116HG1 – 10,5m a Yutong ZK6126HGA – 12m. Předtím byly vozy Yutong pouze u společnosti BusLine, a to ve verzi ZK6120HE (Vision) a u slovenských dopravců. Aktuální[kdy?] počet provozních vozů Yutong je 17 vozů vyrobených v letech 2012–2013 (Jeden vůz se vznítil při požáru). Důvodem pro koupi byla nadstandardní záruka oproti konkurenčnímu výrobci Iveco s vozem Iveco Crossway LE.[zdroj?]

## Doprava v Moravskoslezském kraji
Od 13. prosince 2015 působí Z-Group bus (ČSAD Vsetín) jako nový autobusový dopravce v oblasti Jablunkovsko, od 9. prosince 2018 v oblasti Novojičínsko východ a od 8. června 2019 v oblastech Vítkovsko a Opavsko. Tyto linky vyhrál v tendrech vyhlášených Moravskoslezským krajem. Nyní[kdy?] obsluhuje s dopravcem Transdev Morava většinu území Moravskoslezského kraje. V rámci smluv s Moravskoslezským krajem má povinnost vypravovat na linky bezbariérové, plně klimatizované autobusy s WI-FI připojením a USB zástrčkami a proto nakoupil přes 170 nových autobusů společnosti Setra, Scania, Iveco a SOR.[zdroj?]

## Doprava ve Zlínském kraji
Firmy ČSAD Vsetín a KRODOS BUS zajišťovaly do roku 2020 většinu výkonů na příměstských linkách ve Zlínském kraji a ČSAD Vsetín také MHD ve Vsetíně a Valašském Meziříčí. V roce 2021, již pod hlavičkou Z-Group bus, dopravce nadále zajišťuje MHD Vsetín a Valašské Meziříčí, ovšem přišel o většinu výkonů na příměstských linkách a na základě výběrových řízení Zlínského kraje poskytuje dopravu pouze v oblasti Kroměříže a také poskytuje subdodávku dopravci Transdev Morava v oblasti Vsetín. Dne 12. června 2022 přišel Z-Group bus o MHD Valašské Meziříčí.[zdroj?]

## Doprava v Plzeňském kraji
Společnosti ČSAD autobusy Plzeň a AD-Miroslav Hrouda zajišťovaly do června 2020 většinu příměstských linek v Plzeňském kraji. Od června 2020 poskytuje dopravu v Plzeňském kraji Arriva Střední Čechy, Z-Group bus poskytuje v oblasti Jih subdodávku v rozsahu 38 autobusů. Dopravce dále zajišťoval bezplatné linky T1 a T2 na území Plzně a linky 55, 66, N55, N91 a N92, které si financují obce. Od 13. května 2023 provozuje novou bezplatnou linku S1 v trase CAN Husova – NC Studentská. 20. června 2023 byl po více než 19 letech ukončen provoz linek T1 a T2 k OC Rokycanská.[zdroj?]

## Galerie

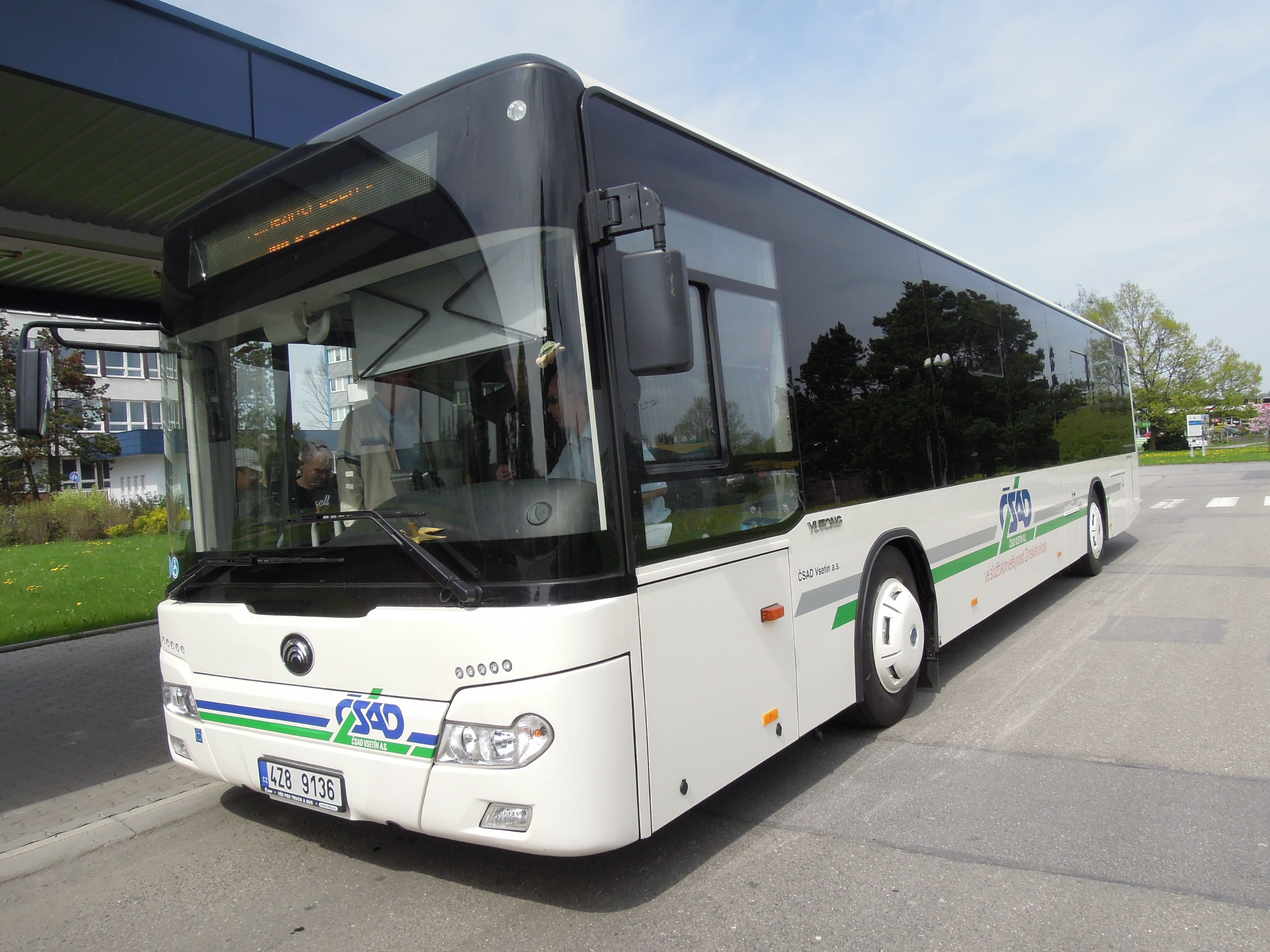
Čínský autobus Yutong ZK6126HGA ve službách společnosti ČSAD Vsetín
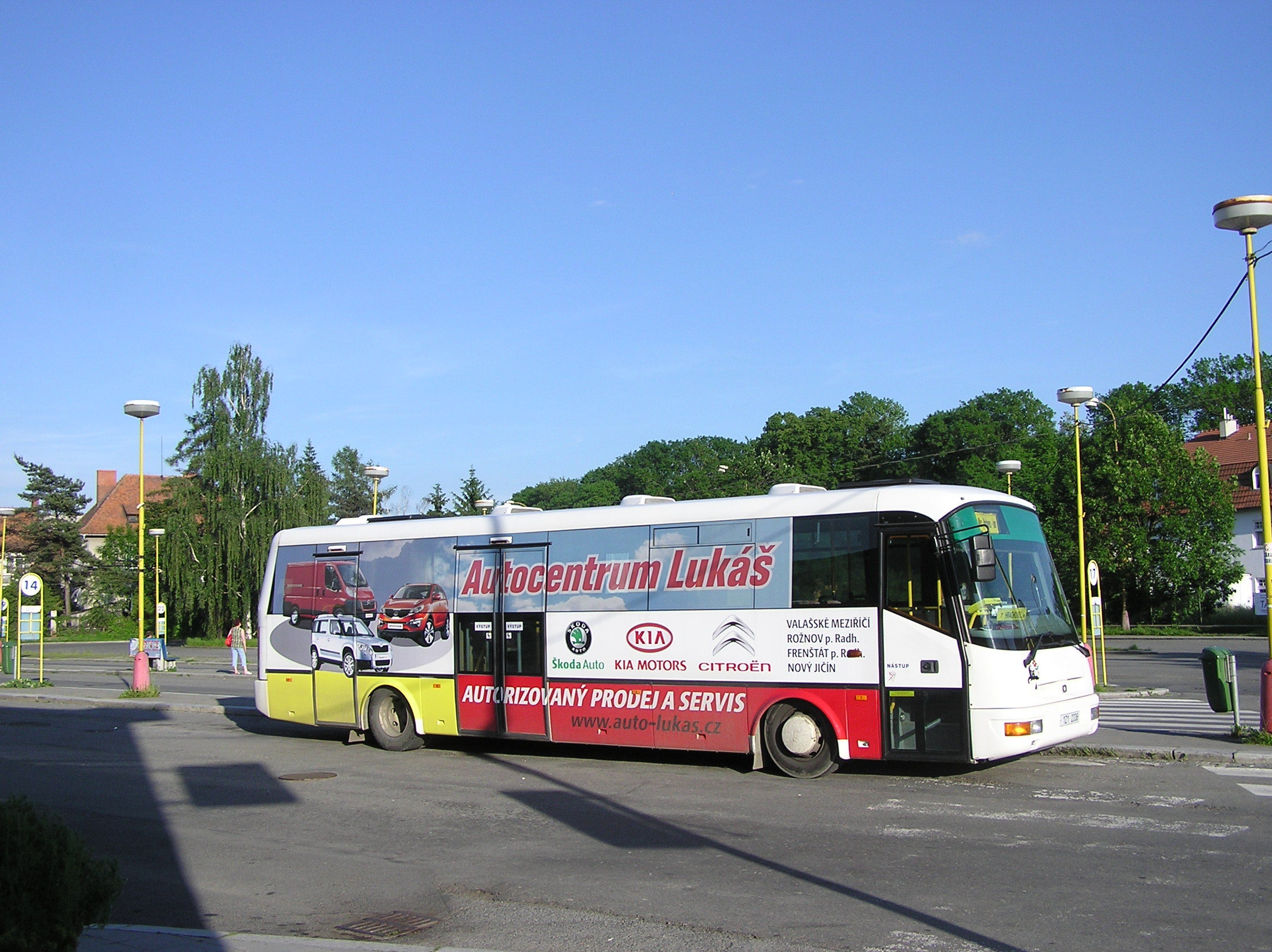
SOR B 10,5 jako autobus městské hromadné dopravy ve Valašském Meziříčí
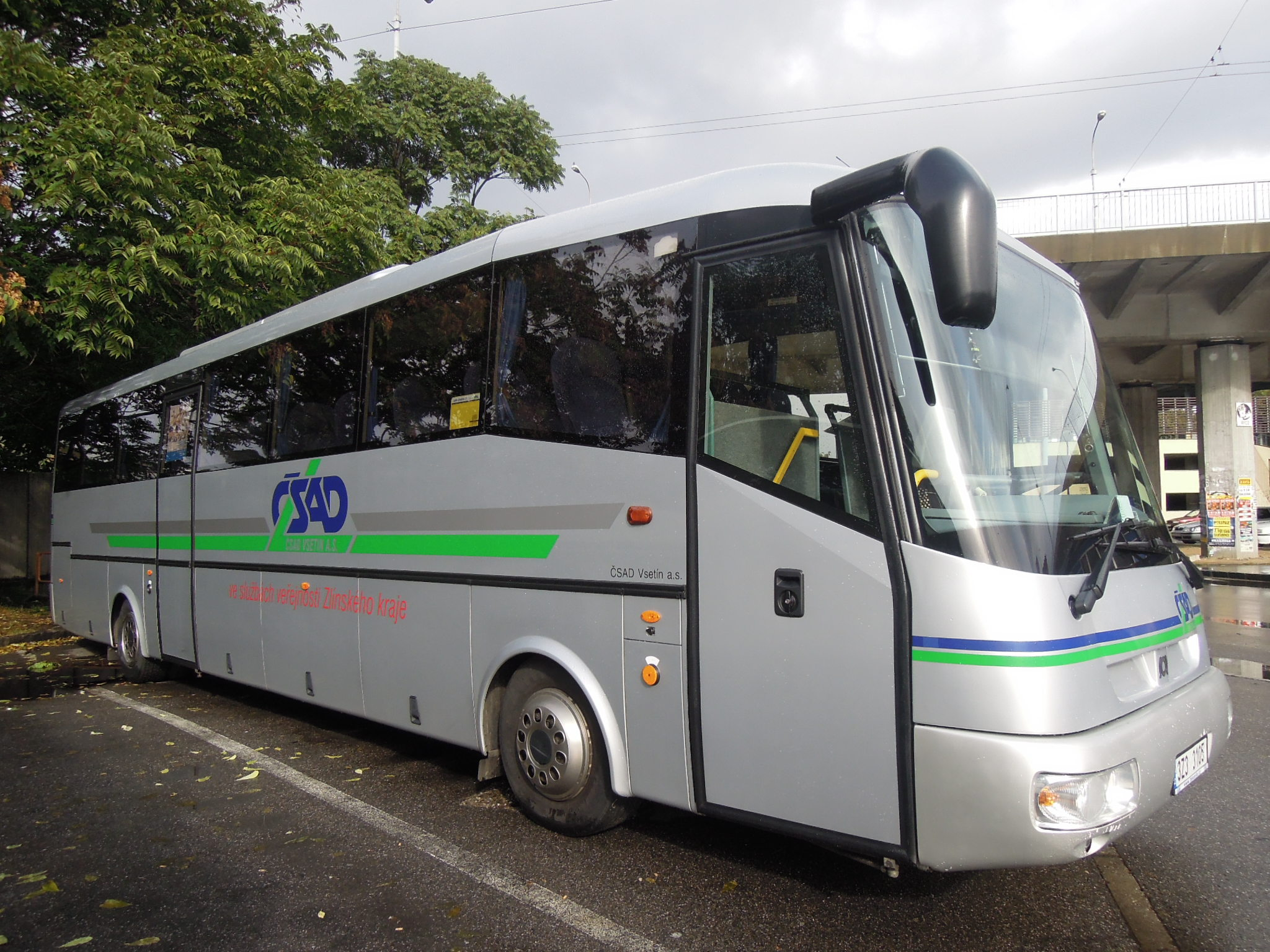
SOR LH 12 ve Zlíně
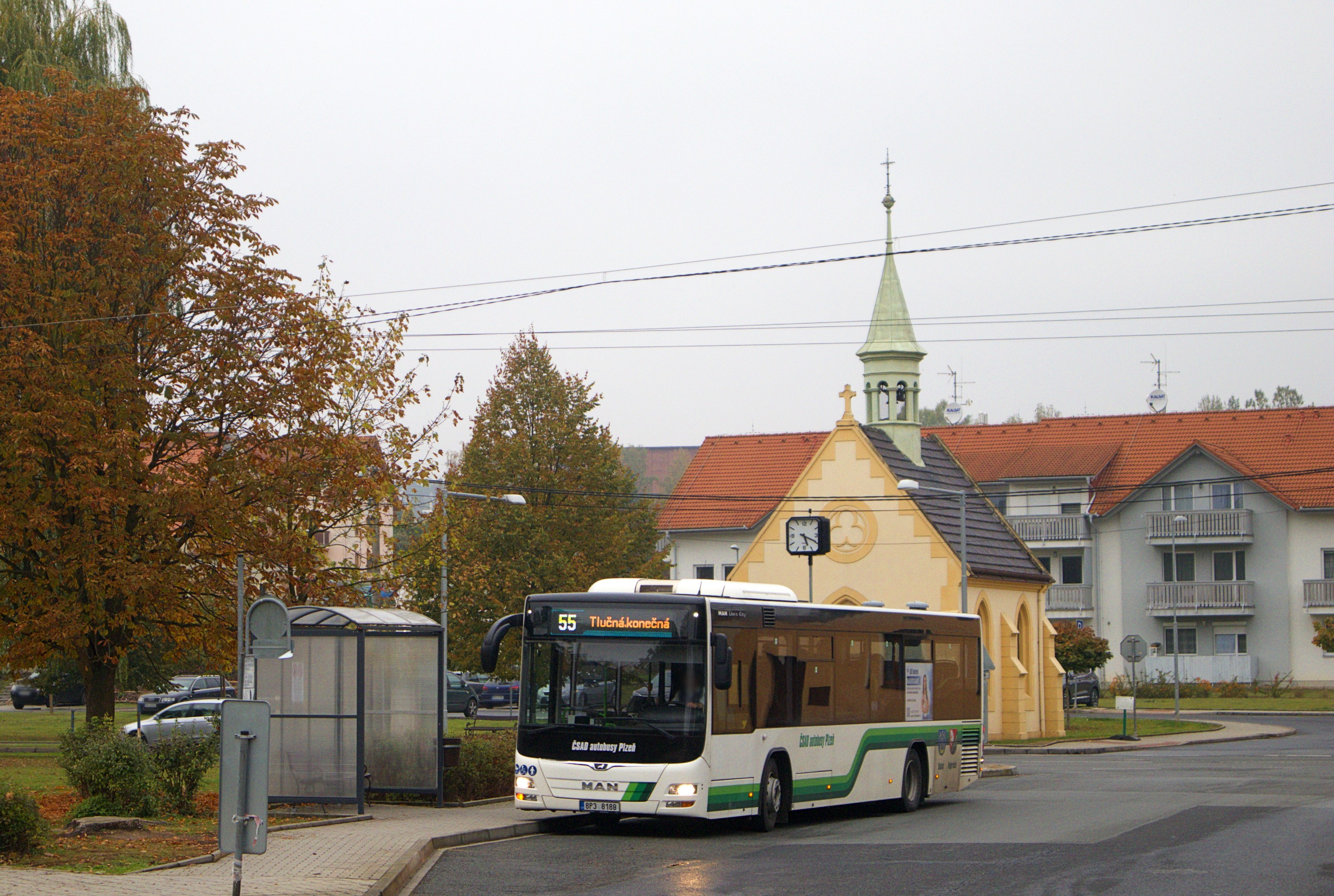
MAN EL 293 Lion's City nasazený na linku 440055 (55) právě odbavuje zastávku Tlučná, žel.st.